# 中国2010年上海世界博览会加共体联合馆

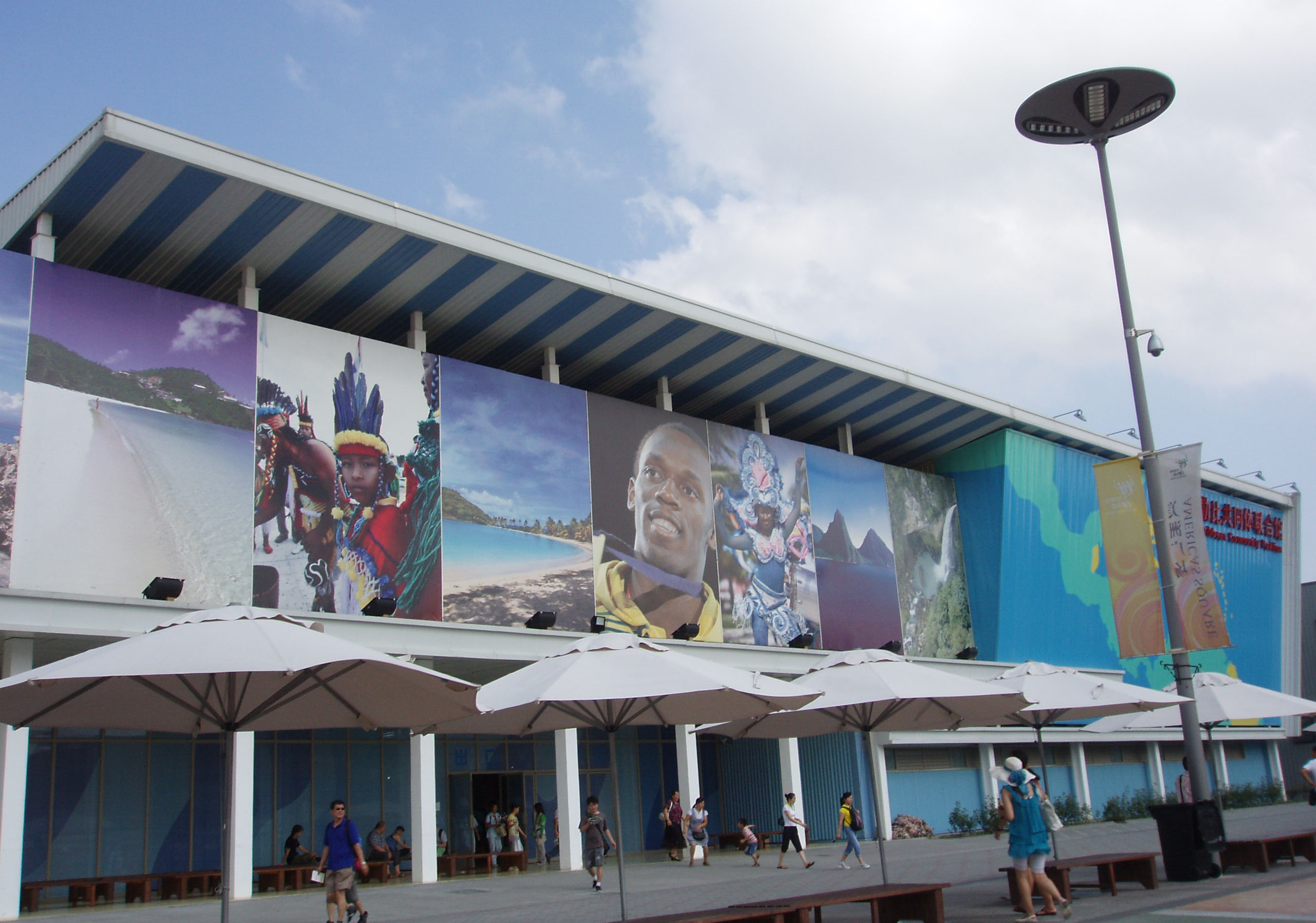
加勒比共同体联合馆

中国2010年上海世界博览会加勒比共同体联合馆，简称加共体联合馆（英文：Caribbean Community Pavilion at Expo 2010），是中国2010年上海世界博览会代表加勒比共同体的展馆，位于世博园区C片区。该展馆的主题为“不同岛屿 不同体验”，其展馆的国家馆日为7月17日。该馆重点展示加勒比共同体组织15成员国独特的自然风光和经济成就，通过多种方式展示碧水蓝天的岛风光、现代化港口、稻草编织的手工艺品。

## 参展国家
- 牙买加
- 巴哈马
- 加勒比开发银行
- 圣卢西亚
- 圣基茨和尼维斯
- 多米尼克
- 安地卡及巴布達
- 苏里南
- 格瑞那達
- 千里達及托巴哥
- 海地